# No fue mi culpa: Brasil
No fue mi culpa: Brasil (Não Foi Minha Culpa en portugués) es una serie de televisión web brasileña de drama y antología producida por Cinefilm y Star Original Productions para The Walt Disney Company. La serie está protagonizada por Bianca Comparato, Lorena Comparato, Aline Dias, Fernanda Nobre, Karol Lanes, Ana Paula Secco, Gabrielle Joie, Sandra Corveloni, Virginia Rosa, Luana Xavier, Suzy Lopes, Simone Iliescu y Dandara Mariana. La serie forma parte de la serie antológica de tres partes No fue mi culpa que trata los temas de la violencia contra las mujeres y el feminicidio, que incluye otras dos series, una de México y otra de Colombia. En Brasil, la serie se estrenó como una serie original el 10 de agosto de 2022, en Star+.

## Sinopsis
Narrando historias de víctimas de feminicidio y violencia contra mujeres de diferentes edades y clases sociales, Não Foi Minha Culpa expone los contrastes entre los días de libertad, fantasía y tolerancia durante el Carnaval. En esta mezcla de lentejuelas y violencia, el carnaval es el punto común y el vínculo temporal de diez protagonistas, con historias basadas en hechos reales, que muestran las contradicciones de la sociedad, además de revelar sentimientos y conflictos universales, explorando las contradicciones culturales del país.

## Elenco

### Principal
- Bianca Comparato como Carolina «Carol» Bianchini
- Lorena Comparato como Priscila
- Aline Dias
- Fernanda Nobre
- Karol Lanes
- Ana Paula Secco
- Gabrielle Joie como Joana
- Sandra Corveloni
- Virginia Rosa
- Luana Xavier
- Suzy Lopes
- Simone Iliescu
- Dandara Mariana como Raíssa

### Recurrente
- Armando Babaioff como Nando
- Malu Mader
- Vinícius de Oliveira
- Daniel Blanco
- Elisa Lucinda
- Cyria Coentro
- Dalton Vigh
- César Mello
- Enrico Cardoso
- João Baldasserini
- Felipe Kannenberg
- Jennifer Nascimento
- Marat Descartes
- Marcello Airoldi
- Robson Nunes
- Romulo Braga

## Episodios
| N.º | Título             | Dirigido por                      | Escrito por | Fecha de emisión original |
| --- | ------------------ | --------------------------------- | --- | ------------------------- |
| 1 | «Carol y Priscila» | Marcio Schoenardie y Susanna Lira | Historia de: Lucila Hertzriken, Juliana Rosenthal y Michelle Ferreira Guion de: Juliana Rosenthal y Michelle Ferreira | 10 de agosto de 2022      |
| Carol ha intentado suprimir los recuerdos de su violento ex Fernando después de que éste la agrediera durante el Carnaval. Pero cuando se entera de que Fernando tiene una nueva novia que se ha mudado con él, Carol se ve obligada a enfrentarse a los demonios que preferiría olvidar para salvar a una chica de experimentar lo que ella sufrió. |                    |                                   | |                           |
| 2 | «Valéria»          | Marcio Schoenardie y Susanna Lira | Historia de: Lucila Hertzriken, Juliana Rosenthal y Michelle Ferreira Guion de: Juliana Rosenthal y Michelle Ferreira | 10 de agosto de 2022      |
| 3 | «Joana»            | Marcio Schoenardie y Susanna Lira | Historia de: Lucila Hertzriken, Juliana Rosenthal y Michelle Ferreira Guion de: Juliana Rosenthal y Michelle Ferreira | 10 de agosto de 2022      |
| 4 | «Raíssa»           | Marcio Schoenardie y Susanna Lira | Historia de: Lucila Hertzriken, Juliana Rosenthal y Michelle Ferreira Guion de: Juliana Rosenthal y Michelle Ferreira | 10 de agosto de 2022      |
| 5 | «Ingrid»           | Marcio Schoenardie y Susanna Lira | Historia de: Lucila Hertzriken, Juliana Rosenthal y Michelle Ferreira Guion de: Juliana Rosenthal y Michelle Ferreira | 10 de agosto de 2022      |
| 6 | «Rosa»             | Marcio Schoenardie y Susanna Lira | Historia de: Lucila Hertzriken, Juliana Rosenthal y Michelle Ferreira Guion de: Juliana Rosenthal y Michelle Ferreira | 10 de agosto de 2022      |
| 7 | «Maria do Carmo»   | Marcio Schoenardie y Susanna Lira | Historia de: Lucila Hertzriken, Juliana Rosenthal y Michelle Ferreira Guion de: Juliana Rosenthal y Michelle Ferreira | 10 de agosto de 2022      |
| 8 | «Mary Lee»         | Marcio Schoenardie y Susanna Lira | Historia de: Lucila Hertzriken, Juliana Rosenthal y Michelle Ferreira Guion de: Juliana Rosenthal y Michelle Ferreira | 10 de agosto de 2022      |
| 9 | «Ana Luisa»        | Marcio Schoenardie y Susanna Lira | Historia de: Lucila Hertzriken, Juliana Rosenthal y Michelle Ferreira Guion de: Juliana Rosenthal y Michelle Ferreira | 10 de agosto de 2022      |
| 10 | «Edmara»           | Marcio Schoenardie y Susanna Lira | Historia de: Lucila Hertzriken, Juliana Rosenthal y Michelle Ferreira Guion de: Juliana Rosenthal y Michelle Ferreira | 10 de agosto de 2022      |

## Producción

### Desarrollo
En diciembre de 2020 se anunció que la cadena Fox (actualmente Star) estaba preparando una serie nacional sobre el feminicidio, que será dirigida por Susanna Lira. En diciembre de 2021, se anunció que Star+ está planeando una segunda temporada de la serie.

### Rodaje
El rodaje de la serie comenzó en agosto de 2021. y terminó en noviembre del mismo año.

## Lanzamiento
El 29 de julio de 2022, se lanzó el póster y el tráiler oficial de la serie. La serie se lanzó en Brasil el 10 de agosto de 2022 en Star+.